# Brygada Oz
Brygada Oz również jako 89 Brygada (hebr. חטיבת עוז, Chatiwat Oz, ang. Oz Brigade, znana również jako Chatiwat ha-Komando, חטיבת הקומנדו, dosł. brygada komandosów) – izraelska jednostka wojskowa komandosów sformowana 25 grudnia 2015 roku na rozkaz Szefa Sztabu Generalnego Sił Obronnych Izraela Gadiego Eizenkota, w skład której weszły jednostki specjalne Egoz, Rimon, Duwdewan i Maglan. Podległa jest 98 Dywizji Spadochronowej dowodzonej przez Dowództwo Centralne.

## Powstanie
W lipcu 2015 szef Sztabu Generalnego Sił Obronnych Izraela poinformował o zamiarze stworzenia jednostki, która miałaby się stać brygadą komandosów. Doprowadziłoby to do sytuacji, w której dotychczasowe jednostki specjalne pozostałyby dalej podporządkowane poszczególnym rodzajom sił zbrojnych. Z kolej nowa brygada skupiłaby w sobie wszystkie jednostki komandosów funkcjonujące w armii izraelskiej, powstałe jako odpowiedź na potrzeby operacyjne wynikające z zagrożeń ze strony arabskiej. Gadi Eizenkot uzasadnił ten krok potrzebą centralizacji łańcucha dowodzenia, ponieważ dotychczas każda jednostka komandosów była niezależna w tych kwestiach. Skumulowanie kilku jednostek w jednej brygadzie usprawni ich działania operacyjne i uprości łańcuch zaopatrzenia. Przyspieszy to także odpowiedź izraelskiej armii na powstające zagrożenia. Brygada miała się stać także początkiem dla nowej izraelskiej doktryny pola walki.
25 grudnia 2015 w Ejn Harod oficjalnie powołano do życia 89 Brygadę Oz w ramach 98 Dywizji Spadochronowej. Podczas przekazania insygniów brygady Eizenkot przekonywał, że nowa jednostka jest wyrazem skupiania się armii na profesjonalizacji i specjalizacji w różnych dziedzinach działań.

## Historia
Wraz z dniem utworzenia brygady jej dowódcą został pułkownik Dawid Zini, który wcześniej służył w Sajeret Matkal.
Na przełomie stycznia i lutego 2016 roku brygada brała udział w swoich pierwszych czterodniowych ćwiczeniach o kryptonimie Noc mostów. Dowództwo 98 Dywizji Spadochronowej chciało w ich trakcie przeprowadzić manewry wchodzących w skład brygady jednostek: Rimon, Duwdewan, Egoz i Maglan.
W czerwcu 2017 brygada bała udział w cypryjsko-izraelskich manewrach, w których realizowano scenariusze wojenne. W ich ramach 400 izraelskich żołnierzy, w tym komandosów z brygady Oz, ćwiczyło z cypryjską Gwardią Narodową walki w terenie zurbanizowanym i górskim w dzień i w nocy. Izraelskie dowództwo pozytywnie oceniło zgranie żołnierzy z brygady Oz. Wypełnili wszystkie powierzone im zadania.
W sierpniu 2017 nowym dowódcą brygady został pułkownik Awi Blot.
W październiku 2017 cypryjskie siły specjalne dokonały rewizyty w Izraelu. Żołnierze obu państw brali udział w manewrach w improwizowanej arabskiej wiosce oraz terenach górskich. W ćwiczeniach brały udział śmigłowce transportowe i bojowe izraelskich sił powietrznych.
W grudniu 2017doszło do kolejnych manewrów komandosów izraelskich i cypryjskich. Ponownie realizowano scenariusz walk górskich.
We wrześniu 2018 zapadła decyzja o zastąpieniu będących na dotychczasowym uzbrojeniu brygady karabinów TAR AR na karabinek M4. Wcześniej w brygadzie używano różnego typu uzbrojenia, w celu ujednolicenia uzbrojenia jednostki dowództwo postanowiło przyjąć M4.
Na przełomie 2018 i 2019 brygada została oddelegowana do ochrony wojsk inżynieryjnych podczas operacji „Północna Tarcza” na pograniczu libańsko-izraelskim.

## Skład
W skład batalionu wchodzą:

Struktura organizacyjna 98 Dywizji Spadochronowej wraz ze strukturą organizacyjną 89 Brygady Oz

- Jednostka specjalna rozpoznania Egoz – jednostka powstała w odpowiedzi na zagrożenie, jakim stał się dla Izraela Hezbollah. Specjalizuje się w guerilli, walkach przeciwpartyzanckich na północy kraju na granicy z Libanem[13],
- Jednostka Duwdewan – jednostka powstała w celu likwidacji zagrożenia terroryzmem w Judei i Samarii (na Zachodnim Brzegu), infiltracji ludności lokalnej (mista’arawim), organizowania zasadzek, przeprowadzania nocnych zatrzymań, prowadzenia skrytych działań[14],
- Jednostka dalekiego rozpoznania Maglan – jej pierwotnym przeznaczeniem były działania przeciwpancerne przy wykorzystaniu najnowszych technologii. Obecnie jej przeznaczeniem jest prowadzenie działań bojowych i zwiadowczych na tyłach wroga, lokalizowanie i niszczenie celów strategicznych[15].

Do 2018 roku w skład brygady wchodziła:
- Jednostka zwiadu pustynnego Rimon – powstała w 2010 jednostka miała być odpowiedzią na zagrożenia, jakie pojawiły się na granicy egipsko-izraelskiej: przemyt broni, nielegalne przekraczanie granicy, terroryzm islamski. Rimon walczyła między innymi w trakcie operacji Cuk Ejtan w 2014 w Strefie Gazy. W 2018 postanowiono połączyć jednostkę Rimon z jednostką Maglan[16].